# Římskokatolická farnost Cholina
Římskokatolická farnost Cholina je územní společenství římských katolíků s farním kostelem Nanebevzetí Panny Marie v děkanátu Konice.

## Území farnosti a sakrální stavby
Farnost Cholina jbyla již v roce 1326 inkorporována premonstrátské kanonii Klášterní Hradisko. Náleží do ní následující obce s těmito sakrálními stavbami:
- Cholina
  - Farní kostel Nanebevzetí Panny Marie
- Bílsko
  - filiální kostel Božského Srdce Páně
- Dubčany
  - Kaple svatého Izidora Rolníka
- Loučka
  - Kaple svatého Jana Křtitele
- Haňovice
  - Kaple svatých Cyrila a Metoděje
- Myslechovice (místní část Litovle)
  - Kaple svatého Michaela
- Odrlice (místní část Senice na Hané)
  - Kaple svatých Cyrila a Metoděje